# Raphaël Laboille
Pas d'image ? Cliquez ici

a Compétitions nationales et continentales officielles uniquement.

Dernière mise à jour le 18 février 2025.
Raphaël Laboille, né le 21 décembre 2004, est un joueur français de rugby à XV évoluant au poste de pilier.

## Biographie
Licencié au sein du club de l'Étoile sportive léonnaise, Raphaël Laboille commence la pratique du rugby à XV en 2010 au sein de l'Association Côte Landes rugby,, entité rassemblant les joueurs des écoles de rugby de plusieurs clubs landais voisins. Il joue par la suite avec le Stade montois et l'US Tyrosse, avant de rejoindre l'Union sportive dacquoise en 2022,.
En fin de saison 2022-2023 de Nationale, Raphaël Laboille et six autres espoirs sont appelés en équipe première afin de disputer le dernier match de la saison régulière en déplacement sur la pelouse du Racing Club narbonnais dans l'optique de laisser au repos plusieurs joueurs cadres tout en récompensant les filières de formation dacquoise, l'US Dax étant déjà qualifiée pour les phases finales ; le pilier gauche dispute ainsi sa première rencontre en équipe senior, en tant que titulaire.
Alors que le club landais a acquis sa promotion en Pro D2, Laboille, désormais membre du centre de formation, fait l'objet d'un prêt durant une partie de la saison 2023-2024 auprès du club du Saint-Jean-de-Luz olympique afin de s'aguerrir et de cumuler du jeu en Nationale 2,,. Il est par ailleurs appelé début février en tant que partenaire d'entraînement au Centre national du rugby de Marcoussis, dans le cadre de la préparation de l'équipe de France des moins de 20 ans avant le Tournoi des Six Nations. En fin de saison, il joue son premier match professionnel, dans le cadre du déplacement sur la pelouse du Rugby Club vannetais, avant de jouer un second match à domicile. Après quelques nouvelles apparitions avec l'équipe senior, il est titularisé pour la première fois durant la saison 2024-2025 puis est promu au statut professionnel la saison suivante.

## Palmarès
- Championnat de France de Nationale :
  - Vice-champion : 2023 avec l'US Dax[note 2]